# Phare de Copper Point
Le phare de Copper Point est un phare situé sur Long Island, en mer Celtique, au sud de Schull dans le comté de Cork (Irlande). Il marque l'entrée du port du petit village de Schull par la baie de Roaring Water.
Il est géré par les Commissioners of Irish Lights.

## Histoire
Trinity House fit ériger en 1864 une balise en pierre sur l'île de Long Island pour en marquer le signalement.
En 1972, le Comité d'inspection recommande d'ériger une lumière sur la balise de Copper Point.
En avril 1977, une lumière à gaz est installée au sommet de la tour accessible par une échelle extérieure. À l'origine, l'homologation avait été accordée pour que la lumière de Copper Point clignote toutes les 2,5 secondes mais, pour se conformer au système de balisage IALA, la lumière émit trois flashs rapides toutes les 10 secondes à partir du1er juin 1977.
Depuis, la tour peinte en blanc, surmonté d'un mât ourt portant le feu, émet toujours 3 flashs rapides toutes les 10 secondes, à 16 m au-dessus du niveau de la mer, et est considérée comme un phare. La tour est localisée à l'extrémité orientale et accessible seulement par bateau.